# Lene

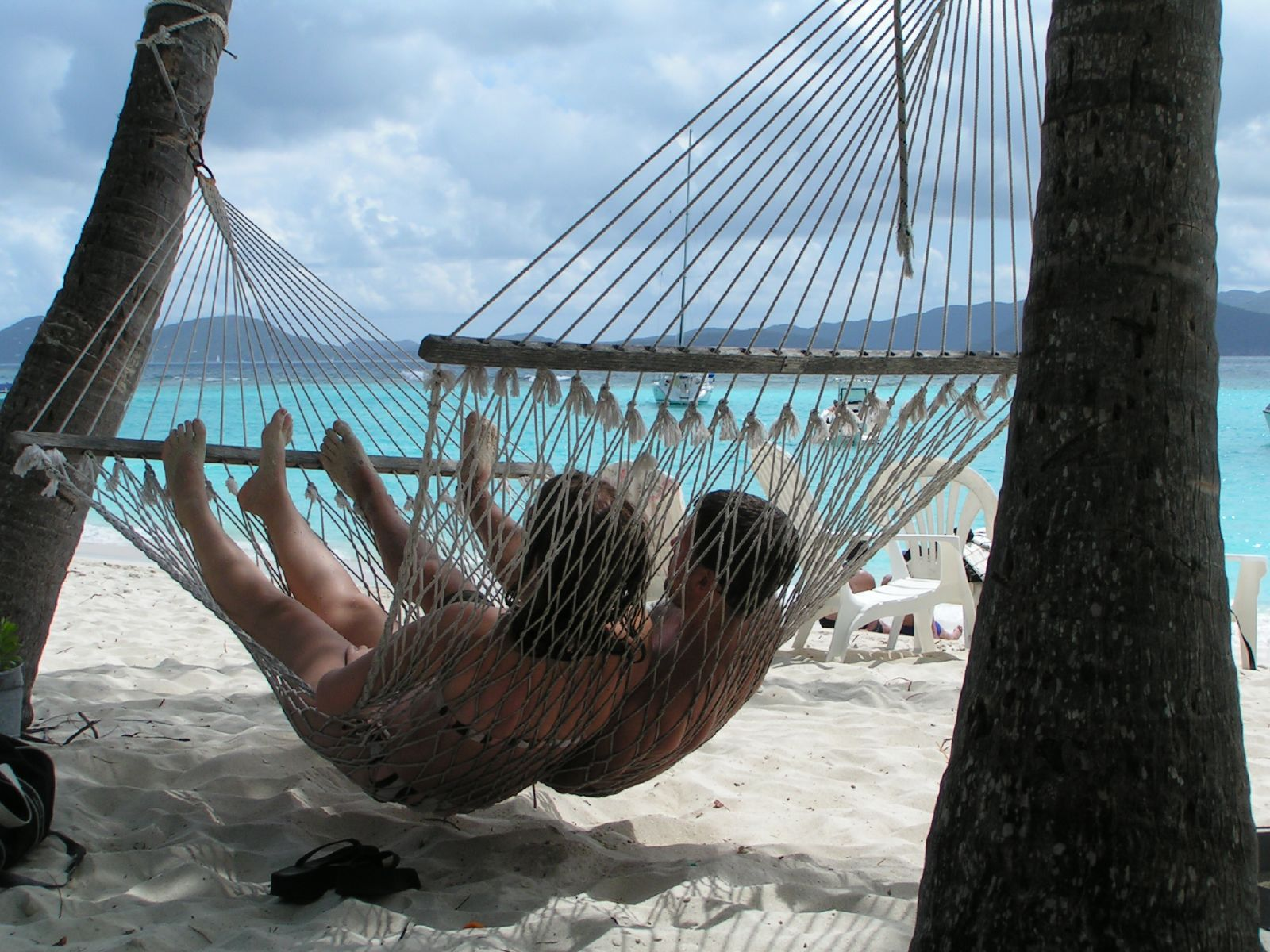
2 persoane care stau intr-un hamac

Lene este denumită înclinația unei persoane căreia nu-i place, care nu dorește, nu vrea să muncească, căreia îi place să stea fără să muncească, precum și faptul de a se complăcea în inactivitate.  

## Lenea din punct de vedere economic
Economiștii au puncte de vedere diferite asupra lenei. Frédéric Bastiat argumentează ca lenevia este rezultatul faptului că oamenii se preocupă în special de efectele plăcute și imediate ale acțiunilor lor, mai degrabă decât de consecințele potențial negative pe termen lung. Alții observă că oamenii par a avea o tendință de a căuta distracția. Hal Cranmer scrie: „Date fiind toate argumentele împotriva leneviei, este de mirare că noi muncim atât de din greu pentru a o obține. Chiar și acei puritani foarte muncitori erau doritori să depună mari eforturi în fiecare zi în schimbul unei eternități de a sta undeva pe un nor, cântând din harpă. Fiecare meșteșug încearcă să-și facă datoria prin a oferi clienților săi cât mai mult timp de distracție.” Ludwig von Mises scrie: „A cheltui muncă este considerat dureros. A nu munci este considerat drept o stare de lucruri mai satisfăcătoare decât a munci. Dacă păstrăm celelalte lucruri neschimbate, distracția este preferată muncii. Oamenii muncesc doar dacă ei apreciază rezultatul muncii ca având o valoare mai mare decât scăderea satisfacției produsă de micșorarea timpului de distracție. A munci implică o anti-utilitate.”

## Lenea la animale
Este ceva obișnuit la animale (chiar și la colibri, care au nevoi energetice foarte mari) să mănânce până se satură, și apoi să-și petreacă timpul nefăcând nimic, cel puțin nimic folositor. Ele caută să-și „satisficieze” nevoile mai degrabă decât a obține o dietă optimă sau un mediu optim. Chiar și animalele diurne, care au un timp limitat de lumina de zi la dispoziție pentru a-și îndeplini activitățile, urmează acest model. Activitatea socială vine pe un loc trei rămas mult în urmă față de a mânca și a se odihni la animalele care caută hrană. În timp ce ele își folosesc cea mai mare parte a timpului căutând hrană, animalele sunt mai dispuse să-și sacrifice din timpul dedicat comportamentului agresiv, mai degrabă decât din timpul de odihnă. Prădătorii foarte eficienți au mai mult timp liber, apărând prin urmare mai leneși decât prădătorii mai puțin eficienți, care au foarte puțin timp liber. Gândacii de asemenea par să caute hrană în mod leneș, datorită lipsei de competiție în găsirea acestei hrane.
Pe de altă parte,  în anumite condiții unele animale, cum ar fi porumbeii și șobolanii, preferă să reacționeze pentru mâncare în loc de a mânca mâncarea oferită în mod liber.

## Lenea ca factor de progres al omenirii
De vrei sfat pentru vreo treabă
Mergi pe leneș de-l întreabă.
Proverb românesc
Există oameni care opinează că lenea, în afara stadiului de trândăvie, care presupune refuzul de a munci, are efecte benefice.
Astfel, Robert A. Heinlein, scriitor american de literatură științifico-fantastică, afirma că „progresul nu este realizat de către cei care se scoală devreme. Este realizat de oameni leneși care caută căi mai ușoare pentru a realiza ceva.” 
De asemenea, Larry Wall, inventatorul limbajului de programare Perl, scria în cartea sa Programming Perl că lenea este prima virtute a unui programator (următoarele două fiind nerăbdarea și hybrisul), deoarece programatorul leneș caută mijloace de a-și face viața ușoară prin automatizarea la maxim a oricărui proces și prin buna documentare a programelor sale, care îl face să nu fie nevoit să dea utilizatorilor explicații în mod repetat.

## Lenea în viziunea unui general de armată
Helmuth Karl Bernhard Graf von Moltke (1800 – 1891) a fost un general prusac, înaintat la gradul de Generalfeldmarschall, care, timp de 30 de ani, a fost Șeful Statului Major General (Großer Generalstab) al armatei prusace și un mare strateg, care a creat noi metode moderne de conducere a armatelor pe câmpul de luptă. El a publicat cărți legate de război, note de călătorie, povestiri istorice și un roman.
Imediat după numirea în funcție, a trecut la reforme, între care și modul de instruire și promovare a ofițerilor.
În acest scop, i-a evaluat după două criterii: 
- gradul de inteligență (de la proști la inteligenți) și
- atitudinea față de muncă (de la leneși la harnici).

În baza acestor criterii, au rezultat patru grupe / tipuri de ofițeri:
- A: prost și leneș
- B: inteligent și harnic
- C: prost și harnic
- D: inteligent și leneș

Ofițerilor din categoria A, proști și leneși, le-a dat sarcini simple și repetitive. Aceștia nu mai puteau înainta în cariera militară. Este posibil ca într-o bună zi să le vină o idee bună, dar mai important, nu creează probleme.
Moltke considera că ofițerii din categoria B, inteligenți și harnici, erau obsedați de micromanagement (se pierd în mărunțișuri) și, prin urmare, sunt lideri de slabă calitate. Era posibilă o promovare, dar nu până la nivel de ofițeri de Stat Major. Acești ofițeri dădeau certitudinea că ordinele vor fi îndeplinite la timp și întocmai, în toate detaliile.
Ofițerii din categoria C, proști și harnici, erau considerați periculoși. Moltke afirma că aceștia ar trebui să fie supravegheați permanent, ceea ce este inacceptabil în armată. Deoarece ar fi putut crea probleme grave, greu de remediat, aceștia au fost scoși din armată.
Ofițerii din categoria D, inteligenți și leneși, erau cei pe care Moltke îi considera cei mai potriviți pentru cele mai înalte funcții de comandă. Acești ofițeri erau suficient de inteligenți ca să știe ce trebuie făcut, dar și suficient de leneși, pentru a găsi cea mai ușoară și simplă cale de a atinge obiectivul cerut.
Este adevărat că lenea singură nu este productivă. Ea trebuie combinată cu inteligența. Oamenii leneși și inteligenți au un avantaj în societate și sunt cei mai nimeriți pentru rolul de lider într-o organizație.

## Lenea în viziunea unui comunist
O lucrare importantă care tratează subiectul este   Le droit à la paresse: réfutation du droit au travail de 1848, scrisă de Paul Lafargue (1842 - 1911) în 1880 și tradusă pentru prima oară în română de Alexander Tendler, sub titlul Dreptul la lene. 
În esență, autorul arată că marii industriași / patroni consideră că lenea nu este bună, deoarece muncitorii leneși le scad posibilitatea de a se îmbogăți tot mai mult. De aceea, prin publicitate, aceștia conving masele sa cumpere mai mult, astfel că, pentru a cumpăra mai mult, muncitorii vor munci mai mult, în final ajungând să fie epuizați fizic și înglodați în datorii. 
Concluzia autorului este că, dacă am munci mai puțin fiecare dintre noi, am putea trăi toți mai bine, șomajul ar scădea – iar nivelul de viață al populației s-ar îmbunătăți. Dar nu ar mai câștiga atât de mult patronii.

## „Lenea” ca simptom

### Cauze
Unele boli sau condiții fiziologice, de exemplu fibromialgia, sindromul oboselii cronice, depresia, hipertiroidismul, hipotensiunea arterială sau sindromul deficienței motivaționale (în engleză motivational deficiency disorder) au ca simptome apatie, lipsă de voință, epuizare fizică și psihică, letargie, care sunt deseori luate drept lene de cei din jur.
Cercetători de la University of California din SUA susțin că inactivitatea ar putea fi cauzată genetic.

## Lenea lungește viața
Doi cercetători germani, dr. Peter Axt și fiica sa, dr. Michaela Axt-Gadermann, au publicat o carte "Bucuria Lenii: Cum s-o lași mai moale și să trăiești mai mult", în care explică pe larg faptul că toți oamenii posedă o cantitate limitată de "energie vitală" și că viteza cu care aceasta este consumată, determină precis speranța de viață a fiecărei persoane.
Iată una din concluziile lor:  "Un stil de viață mai relaxat este important pentru sănătate... Dacă ai o viață stresantă și faci exerciții fizice în exces, organismul produce hormoni care determină instalarea hipertensiunii arteriale", sau, o altă concluzie:  "lenea este, de asemenea, importantă pentru un sistem imunitar sănătos, pentru că celulele specializate în apărarea organismului sunt mai puternice în condiții de relaxare decât în situații de stres".

## Rolul terapeutic al lenei
Cu moderație, lenea are și efect terapeutic. Creierul este degrevat de sarcina grea de-a coordona motoriu cele 639 de grupe musculare ale omului, de-a ține în echilibru cele peste 300 de articulații, și în pacea siestei - probabil – găsește loc pentru aptul rol de-a gândi.

## Păcatul capital al lenei în viziunea creștinătății
Biserica creștină a stabilit șapte păcate capitale: mândria, desfrânarea, lăcomia, iubirea de arginți, invidia (pizma), mânia și lenea (trândăvia).

## Lenea privită cu umor
Lenea este efortul de a nu face niciunul.